# Sebastian Schwarz
Sebastian Schwarz (Freudenstadt, 2 ottobre 1985) è un pallavolista tedesco.
Gioca nel ruolo di schiacciatore nel Volejbol'nyj klub Kuzbass.

## Carriera
La carriera di Sebastian Schwarz comincia entrando a far parte della squadra del Volleyballclub Nagold; nel 2002 passa al TV 1861 Rottenburg. Nella stagione 2003-04 viene ingaggiato dal Verein für Bewegungsspiele Friedrichshafen, club con il quale si aggiudica una coppa nazionale.
Dopo un'annata nell'Olympia Berlino, torna nuovamente nella squadra di Friedrichshafen, dove resta per due stagioni, vincendo due scudetti e due coppe nazionali, oltre alla vittoria in Champions League. Nel 2006 inoltre ottiene le prime convocazioni nella nazionale tedesca.
Nella stagione 2007-08 si trasferisce per la prima volta all'estero, giocando in Italia, nella Pallavolo Reima Crema, in Serie A2; tuttavia la stagione successiva torna nuovamente in patria ingaggiato dal Turn- und Sportverein Unterhaching Volleyball, dove in due stagioni vince per due volte la Coppa di Germania: con la nazionale, nel 2009, vince la medaglia d'oro all'European League.
Nella stagione 2010-11 torna in Italia per giocare nell'Umbria Volley di San Giustino in Serie A1, mentre nella stagione successiva passa alla Pallavolo Padova, con la quale retrocede.
Nella stagione 2012-13 viene ingaggiato dalla neo-promossa Sir Safety Perugia, mentre in quella successiva ritorna in patria nuovamente nel club di Unterhaching; con la nazionale vince la medaglia di bronzo al campionato mondiale 2014.
Dopo la chiusura del club, nel campionato 2014-15 va a giocare nella PlusLiga polacca col Trefl Gdańsk, dove in due annate conquista la Coppa di Polonia 2014-15 e la Supercoppa polacca 2015, approdando in seguito in Russia, dove nel campionato 2016-17 difende i colori del Volejbol'nyj klub Kuzbass di Kemerovo, in Superliga.

## Palmarès

### Club
- Campionato tedesco: 2

2005-06, 2006-07
- Coppa di Germania: 5

2003-04, 2005-06, 2006-07, 2008-09, 2009-10
- Coppa di Polonia: 1

2014-15
- Supercoppa polacca: 1

2015
- Champions League: 1

2006-07

### Nazionale (competizioni minori)
- European League 2009